# Hans Proppe

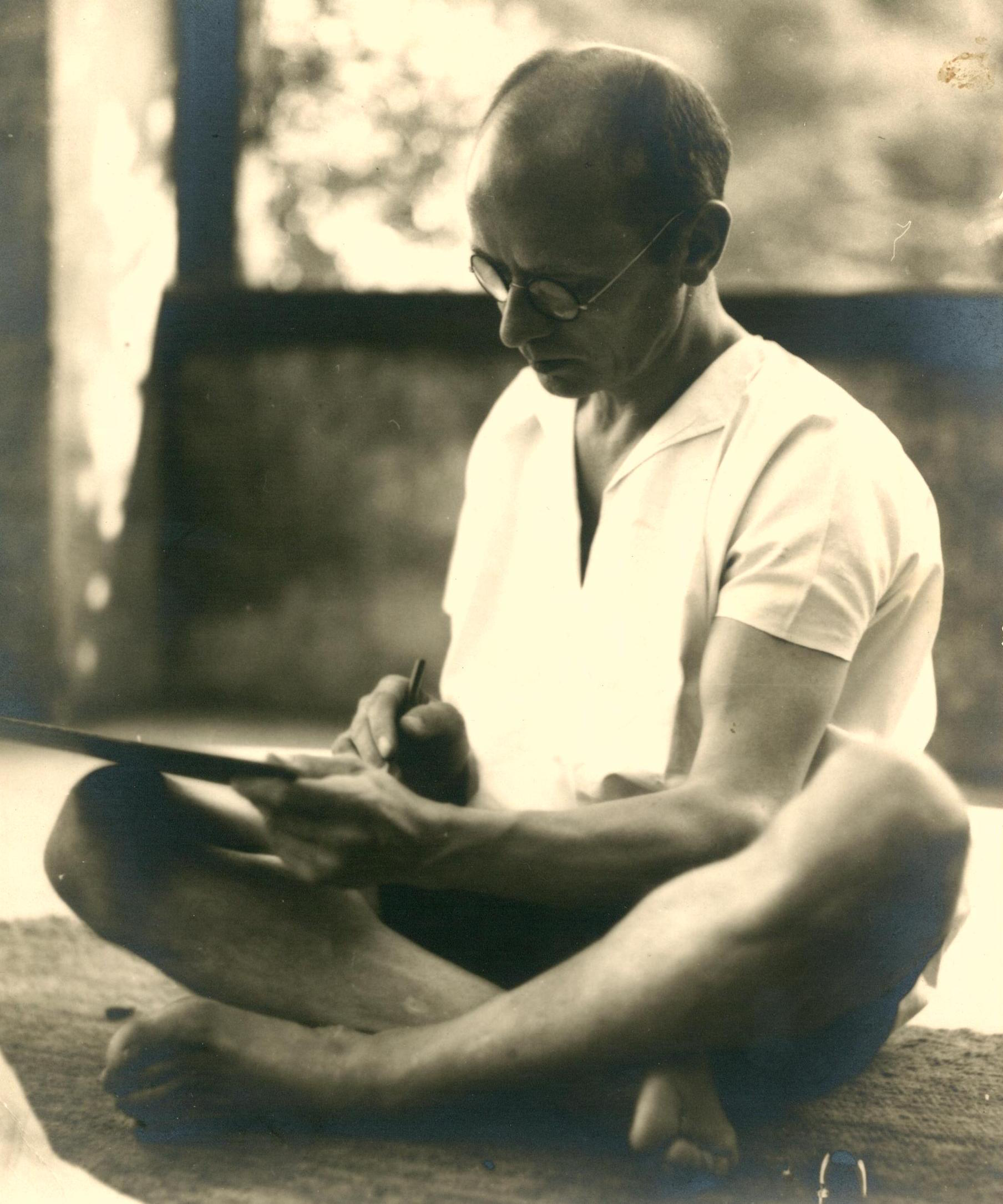
Hans Proppe, um 1927

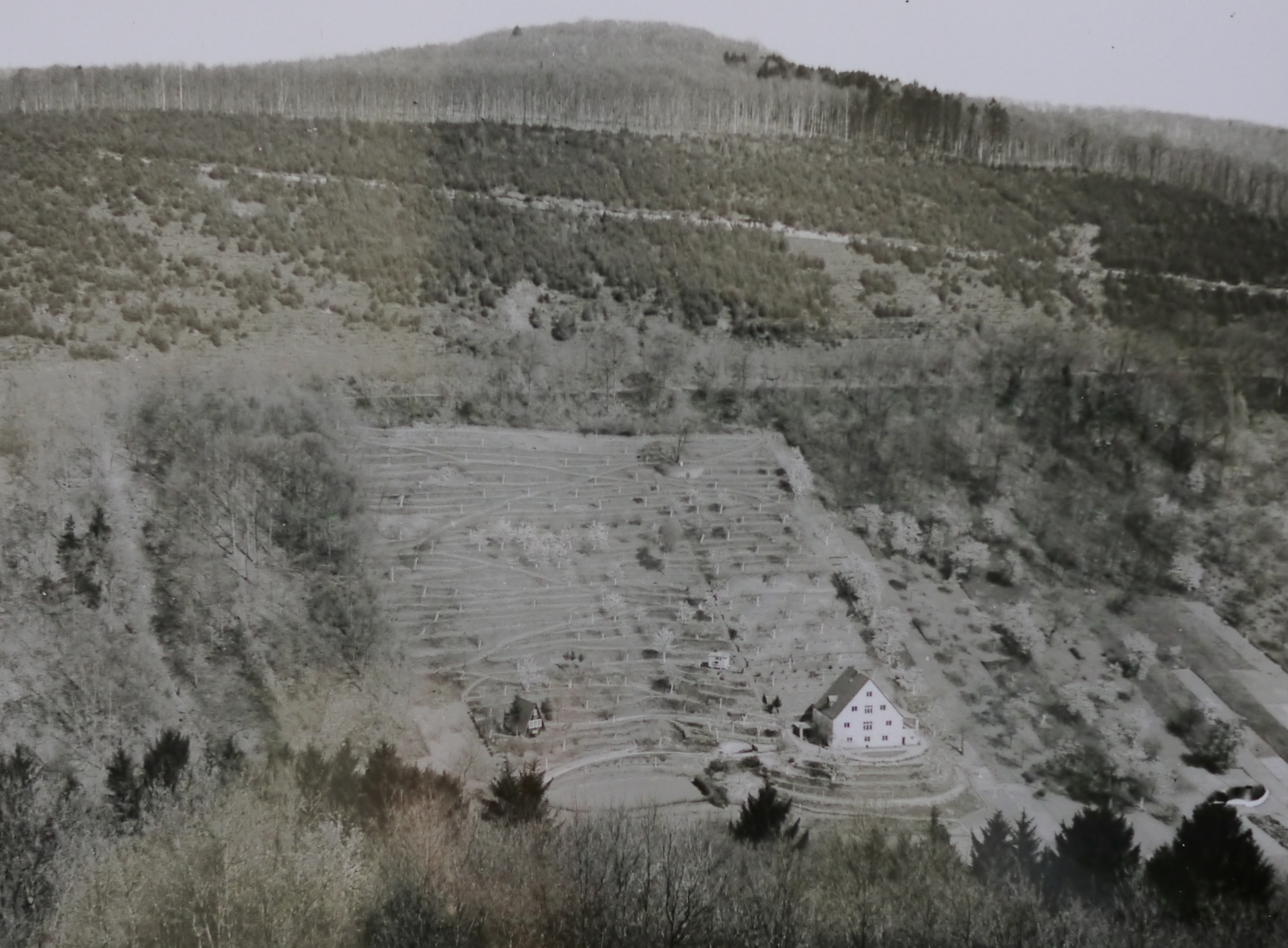
Haus Proppe, „Haus am Berg in der Sonne“ in Trier-Euren, um 1925

Hans Proppe (* 16. August 1875 in Köln; † 21. August 1951 in Trier) war ein deutscher Innenarchitekt, Kunstgewerbler bzw. Designer und Lebensreformer.
Proppe war in der ersten Hälfte des 20. Jahrhunderts einer der interessantesten Künstler und Lehrer in der Stadt Trier. Ab 1904 lehrte er an der Gewerblichen Fortbildungs- und Gewerbeschule Trier, einer Vorgängerin der heutigen Hochschule Trier. Er leitete die Abteilung für Innenarchitektur und unterrichtete Raumkunst und Fachzeichnen, Ornamentale Formenlehre sowie Fachliches Entwerfen.

## Leben
Hans Proppe begann 1891 eine Ausbildung zum Polsterer. Nach dem Tod seines Meisters absolvierte er in der Werkstatt seines Vaters in Köln eine Ausbildung zum Schreiner. Von 1902 bis 1904 studierte er Raumkunst und Innenarchitektur an der Unterrichtsanstalt des Kunstgewerbemuseums Berlin.
Im April 1904 nahm er eine Stelle als „Architekt für Kunstgewerbe“ an der 1900 gegründeten Gewerblichen Fortbildungs- und Gewerbeschule Trier an. Im selben Jahr heiratete er die aus Erkner stammende Elise Delling (1881–1971) in der Neuen Gemeinschaft der Gebrüder Heinrich Hart und Julius Hart. In Berlin verkehrte Hans Proppe im Umfeld des Friedrichshagener Dichterkreises.

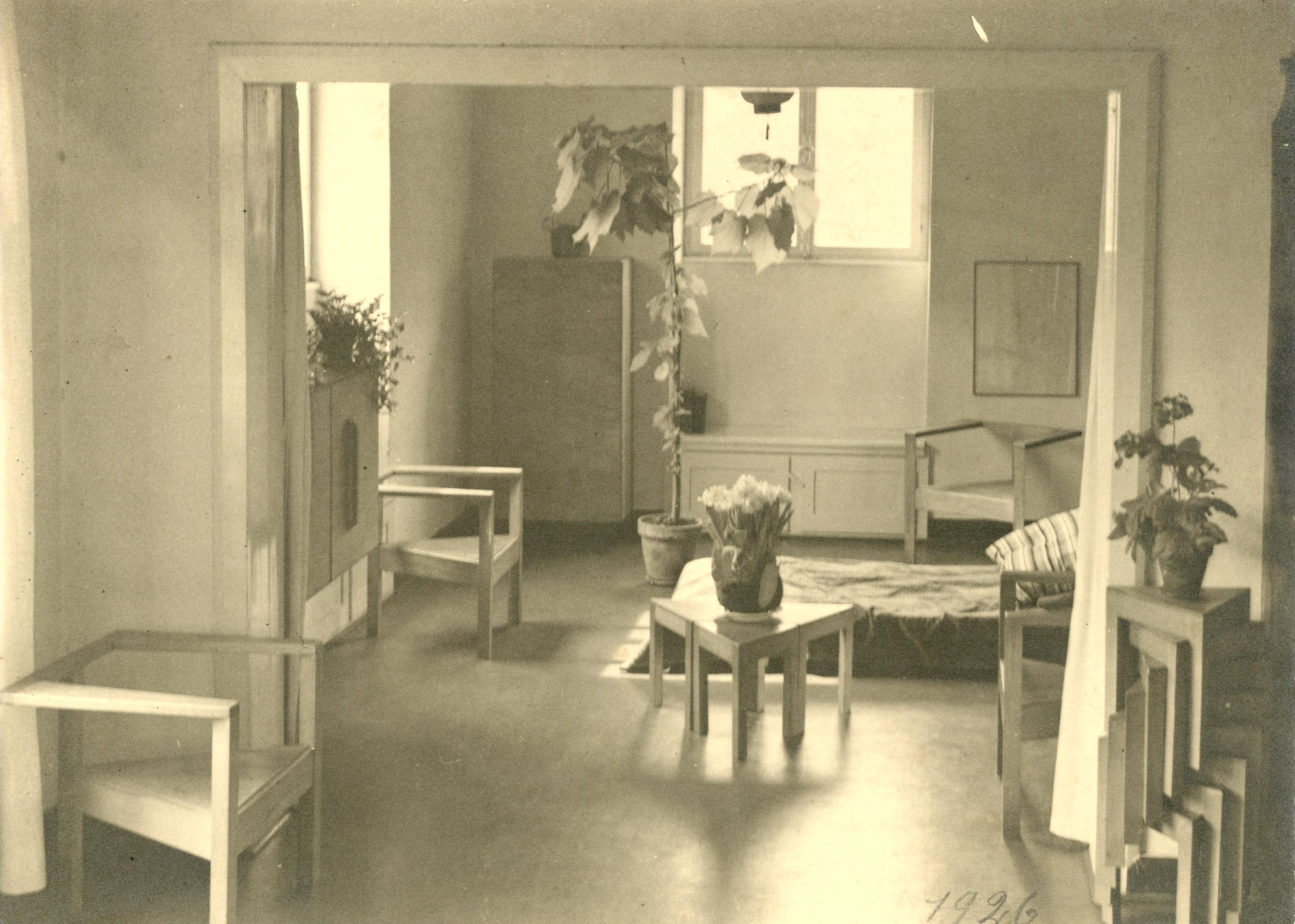
Inneneinrichtung im Haus Proppe, 1926

Mit seiner Frau und den drei Söhnen Albin Proppe (1907–1990), Tassilo Proppe (1910–1998) und Hans Sigo Proppe (1915–1943) lebte er ab 1909 in einer Lebens- und Künstlergemeinschaft im „Haus am Berg in der Sonne“ in Trier-Euren. Dieses moderne Wohnhaus baute sich Proppe nach einer Zeichnung des Reformarchitekten Heinrich Tessenow. Dieser entwickelte eine abstrakte Form von Architektur, die in ihrer Schlichtheit und ihrem Purismus avantgardistisch genannt werden kann. Das Haus in Euren ist das älteste erhaltene Werk Heinrich Tessenows und das erste moderne Wohnhaus Deutschlands.
Am Ersten Weltkrieg nahm Hans Proppe von 1915 bis 1918 im Landsturmbataillon Trier II und später bei der I. Kompanie des Armierungsbataillons 63 teil, wo er militärische Landkarten zeichnete. 1925 wurde er zum Professor ernannt.
Die Gewerbliche Fortbildungs- und Gewerbeschule Trier erlebte unter dem 1930 berufenen neuen Direktor Heinrich Dieckmann, Glasmaler und Schüler von Jan Thorn Prikker, eine neue Blüte. Dieckmann berief als neue Lehrkräfte Fritz Quant und Kat Becker, die beide mit Proppe befreundet waren. Außerdem lehrte von 1930 bis 1934 Reinhard Heß an der Schule, der ein Schüler Proppe war. 1934 wurde Dieckmann und ein Jahr später auch Heß nach einer Hetzkampagne in der Nationalsozialistischen Presse aus dem Dienst entlassen. Proppe jedoch blieb über diese Zeit hinaus als Professor an der 1931 in Trierer Werkschule – Werkschule für christliche Kunst umbenannten Schule am Paulusplatz. Am 1. Oktober 1937 wurde er vorzeitig in den Ruhestand versetzt und im Zweiten Weltkrieg einer sozialen Organisation in Trier zugeordnet. Nach dem Krieg hatte Hans Proppe großen Anteil am Wiederaufbau der nunmehrigen Trierer Werkschule – Schule für Kunst und Handwerk, an der auch Reinhard Heß ab 1946 wieder lehrte und Dieckmann ab 1947 wieder Direktor war.
1951 stürzte Hans Proppe beim Erneuern von symbolischen Formen an der Fassade seines Hauses von der Leiter und erlag im Krankenhaus seinen Verletzungen.

## Künstlerkolonie
Die vor allem in Berlin gewonnenen Anregungen legten Grundlagen für Proppes Gedankenwelt und sein für viele Projekte offenes Trierer Haus, hier konnte er im privaten Kreis seine Vorstellungen realisieren. Der Lebensreformer mit für seine Zeit innovativen geistig-philosophischen Auffassungen gehörte zeitweilig der Bewegung Mazdaznan an, für die er in seinem Haus Tagungen durchführte und dort auch eine Kolonie mit zentralem Haus und Nebengebäuden plante, die jedoch nie verwirklicht wurden. Die von der Bewegung immer wieder wie ein Logo verwendeten Grundfarben rot, blau und gelb in Kombination mit weiß und schwarz sowie einer Sonne kehren auf Proppes Zeichnungen und Entwürfen besonders häufig wieder – bei Raumgestaltungen genauso wie bei Bekleidung oder in der von ihm immer wieder bearbeiteten Farbenlehre.
Rund um sein „Haus am Berg in der Sonne“ in Euren konnte sich Hans Proppe das Umfeld für seinen Lebensentwurf schaffen und so vor allem im Privaten den gesellschaftlichen Normen entfliehen. Wer sich zu Beginn des 20. Jahrhunderts hier niederließ, suchte Ruhe, Natur und Freiheit. Und ein Umfeld, in dem man unbeobachtet tun und lassen, leben und arbeiten konnte, wie man wollte. Mal war es Mittelpunkt einer geplanten Künstlerkolonie, dann Zentrum einer Mazdaznangemeinde oder auch Kern einer Selbstversorger- und Siedlungsgenossenschaft. Aber immer waren dieses Haus, seine Nebengebäude und seine Nutzung Ausdruck für die jeweils aktuelle Geisteshaltung seines Bauherrn.
Fotografien aus dem Nachlass zeigen das weite Spektrum an Aktivitäten im Haus Proppe. Neben den Familienmitgliedern sind immer auch weitere Personen auf den Bildern zu finden, die teilweise zu Besuch waren oder auch auf dem Gelände selbst im Haus Proppe oder auch in den kleineren Häusern auf dem Berghang lebten: Die Lebensgemeinschaft versorgte sich selbst, saß zusammen und diskutierte, musizierte und lebte in freier Natur. Im Haus selbst wurde gemeinsam gelesen und gegessen. In einer möbelfreien, japanischen Phase fand das gemeinsame Mahl auf Kissen auf dem Boden statt, der lichtdurchflutete Raum war mit frischen Blumen feierlich geschmückt.

## Nachlass
Sein Nachlass mit Zeichnungen, Fotografien, Postkarten und Briefen befindet sich im Stadtmuseum Simeonstift Trier.